# Strachocin (gromada)
Strachocin – dawna gromada, czyli najmniejsza jednostka podziału terytorialnego Polskiej Rzeczypospolitej Ludowej w latach 1954–1972.
Gromady, z gromadzkimi radami narodowymi (GRN) jako organami władzy najniższego stopnia na wsi, funkcjonowały od reformy reorganizującej administrację wiejską przeprowadzonej jesienią 1954 do momentu ich zniesienia z dniem 1 stycznia 1973, tym samym wypierając organizację gminną w latach 1954–1972.
Gromadę Strachocin z siedzibą GRN w Strachocinie utworzono – jako jedną z 8759 gromad na obszarze Polski – w powiecie bystrzyckim w woj. wrocławskim, na mocy uchwały nr 11/54 WRN we Wrocławiu z dnia 2 października 1954. W skład jednostki weszły obszary dotychczasowych gromad Strachocin, Goszów, Stary Gierałtów, Nowy Gierałtów, Biela i Młynowiec ze zniesionej gminy Stronie Śląskie w tymże powiecie. Dla gromady ustalono 27 członków gromadzkiej rady narodowej.
31 grudnia 1959 z gromady Stronie Śląskie wyłączono części obszarów miejscowości Strachocin i Goszów, które wraz z częścią miejscowości Stronie Śląskie wyłączoną z gromady Stronie Śląskie utworzyły osiedle Stronie Śląskie w tymże powiecie.
1 stycznia 1960 gromadę zniesiono, a jej obszar (wsie Młynowiec, Nowy Gierałtów, Stary Gierałtów i Biela oraz części wsi Strachocin i Goszów, które nie weszły w skład osiedla Stronie Śląskie dzień wcześniej) włączono do gromady Stronie Śląskie w tymże powiecie.